# Calceranica al Lago
Calceranica al Lago là một đô thị ở tỉnh Trento ở vùng Trentino-Alto Adige/Südtirol của Ý, tọa lạc cách 9 km về phía đông của Trento. Tại thời điểm ngày 31 tháng 12 năm 2004, đô thị này có dân số 1.209 người và diện tích là 3,4 km².
Calceranica al Lago giáp các đô thị: Pergine Valsugana, Bosentino, Caldonazzo, Vattaro, và Centa San Nicolò.